# Ernesto Teodoro Moneta

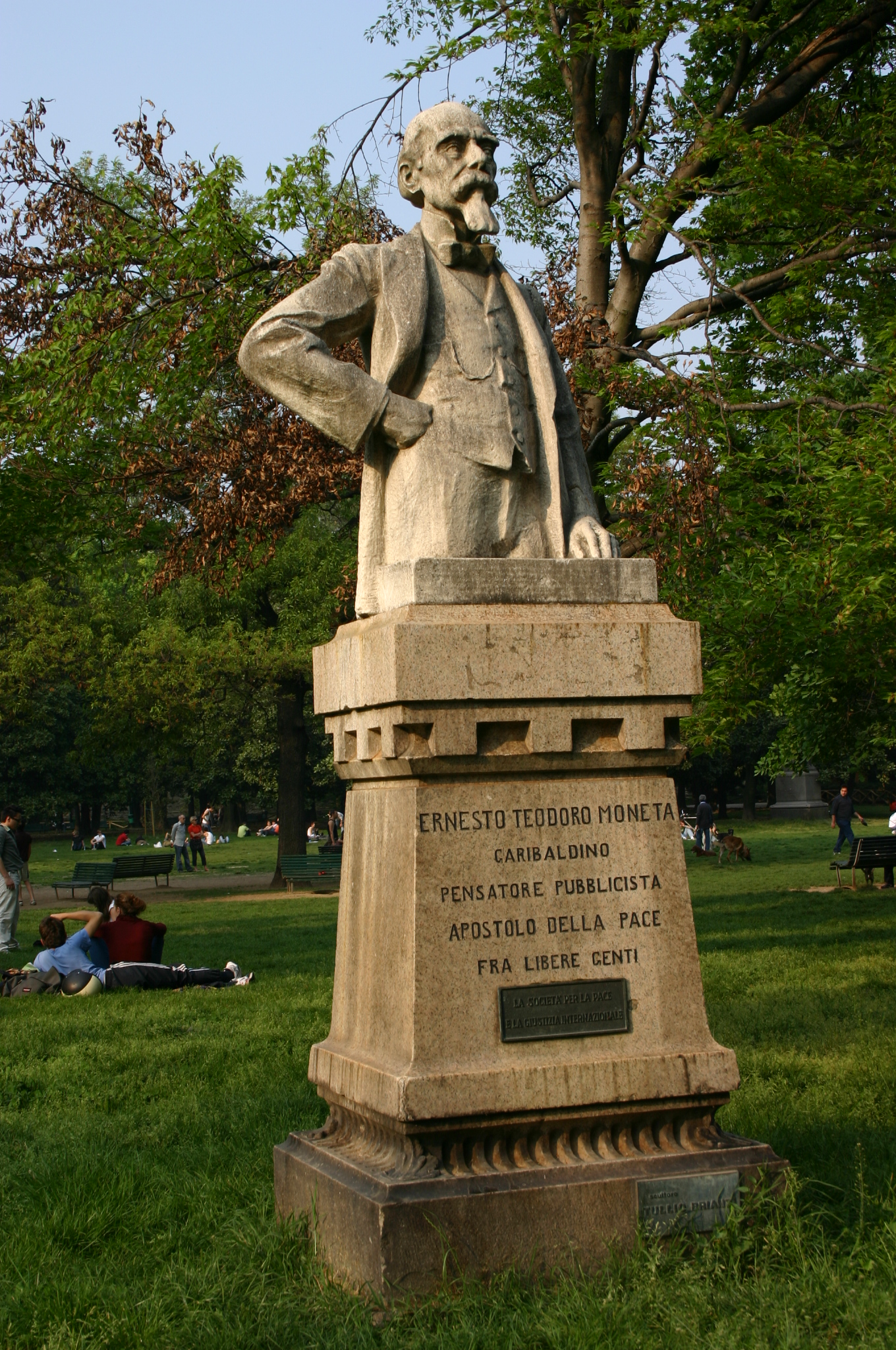
Tượng đài kỷ niệm Moneta, ở Milano.

Ernesto Teodoro Moneta (20 tháng 9 năm 1833 tại Milan, Lombardy – 10 tháng 2 năm 1918) là một nhà báo Ý, người theo chủ nghĩa dân tộc, một chiến sĩ cách mạng, sau này là người theo chủ nghĩa hòa bình và đã đoạt giải Nobel Hòa bình.
Moneta sinh tại Milano. Ngay từ khi 15 tuổi, ông đã tham gia vào "Cuộc nổi dậy 5 ngày ở Milano" (năm 1848) (Cinque giornate di Milano) Sau đó, ông theo học Học viện quân sự ở Ivrea (thuộc tỉnh Torino). Năm 1859 ông theo đoàn quân của tướng Garibaldi trong "Cuộc viễn chinh Một ngàn" (Spedizione dei Mille) trong chiến dịch chống "Vương quốc Lưỡng Sicilia" (Regno delle Due Sicilie) năm 1860. Ông cũng chiến đấu trong hàng ngũ quân đội Ý trong "Chiến tranh giành độc lập thứ ba của Ý" năm 1866.
Sau đó, ông trở thành nhà hoạt động cho hòa bình thế giới, dù rằng ông vẫn theo chủ nghĩa dân tộc.
Từ năm 1867 tới năm 1896, ông là chủ bút báo Il Secolo, một tờ báo có khuynh hướng dân chủ ở Milano, thuộc nhà xuất bản Sonzogno của Edoardo Sonzogno.
Năm 1887 ông lập ra "Liên minh Lombarda cho Hòa bình và Trọng tài phân xử" (Unione Lombarda per la Pace e l'Arbitrato), để kêu gọi sự giải trừ quân bị và nhắm đến việc thành lập Hội Quốc Liên.
Cùng với Louis Renault, ông đã đoạt chung giải Nobel Hòa bình năm 1907.
Tuy nhiên, trong những năm cuối đời, chủ trương theo "chủ nghĩa dân tộc" của ông lại thắng "chủ nghĩa hòa bình". Ông đã công khai ủng hộ cuộc Chiến tranh Ý-Thổ Nhĩ Kỳ (Guerra italo-turca) năm 1912 và ủng hộ cả việc Ý tham gia Chiến tranh thế giới thứ nhất năm 1915.